# Reese Hoffa
Reese Hoffa (født 8. oktober 1977 i Evans, Georgia, USA) er en amerikansk atletikudøver (kuglestøder), hvis største triumf i karrieren er en VM-guldmedalje, som han vandt i 2007 i Osaka. Her besejrede han landsmanden Adam Nelson. En af Hoffas største konkurrenter er danskeren Joachim B. Olsen.